# Zbiersk
Zbiersk falu Lengyelországban, a Nagy-lengyelországi vajdaságban, Kalisz megyében, Stawiszyn községben.

## Hőmérsékleti rekord
1921. július 29-én Zbierskben 40,0 °C-os levegő-hőmérsékletet regisztráltak. Ez a második legmagasabb hőmérséklet Lengyelországban.